# Morti nel 1448
| Questa pagina contiene informazioni ricavate automaticamente dalle voci biografiche con l'ausilio del template Bio e di un bot. L'aggiornamento è periodico e automatico e ricostruisce completamente la pagina. Se manca una persona in questa lista, sei pregato di non aggiungerla, ma accertati piuttosto che la sua voce biografica contenga il template Bio e che i dati anagrafici siano correttamente compilati. Se il template Bio manca, inseriscilo tu stesso o, in alternativa, metti l'avviso {{tmp\|Bio}} che ne segnala la mancanza. Se i dati riportati sono sbagliati, correggi direttamente la voce biografica; le modifiche saranno visibili in questa lista entro pochi giorni. Per chiarimenti vedi il progetto biografie. La lista contiene solo le 31 persone che sono citate nell'enciclopedia e per le quali è stato implementato correttamente il template Bio. Pagina aggiornata al 10 ago 2025. |

- 3 gennaio - Anne de Beauchamp, XV contessa di Warwick, nobile (n. 1443)
- 6 gennaio - Cristoforo di Baviera, re (n. 1418)
- 17 febbraio - Nils Ragvaldsson, arcivescovo cattolico svedese
- 29 marzo - Francesco di Biondo, vescovo cattolico italiano
- 6 aprile - Agnese di Kleve, principessa (n. 1422)
- 15 maggio - Uguccione dei Contrari, politico e militare italiano (n. 1379)
- 5 giugno - Bartolomeo Malatesti, vescovo cattolico italiano
- 11 giugno - Gianlucido Gonzaga, nobile e religioso italiano (n. 1421)
- 20 giugno - Guidantonio Manfredi, nobile italiano (n. 1407)
- 21 giugno - Taddeo d'Este, condottiero italiano
- 21 giugno - Teodoro II Paleologo, bizantino (n. 1396)
- 3 luglio - Battista Malatesta, letterata, filosofa e poetessa italiana (n. 1384)
- 7 luglio - Maria di Borbone-Clermont, nobile francese (n. 1428)
- 10 luglio - Stefano da Carrara, arcivescovo cattolico italiano
- 14 luglio - Gérard Machet, cardinale e vescovo cattolico francese (n. 1376)
- 27 luglio - Antonio Baratella, poeta italiano
- 4 agosto - Antonio Ordelaffi, nobile
- 14 agosto - Wincenty Kot z Dębna, cardinale e arcivescovo cattolico polacco
- 23 settembre - Adolfo I di Kleve, nobile (n. 1373)
- 30 settembre - Carlo II Tocco, nobile e politico italiano
- 31 ottobre - Giovanni VIII Paleologo, imperatore bizantino (n. 1392)
- 16 dicembre - Giano Fregoso, doge (n. 1405)
- Julijona Alšėniškė, nobildonna lituana
- Benedetto da Fiesole, miniatore e pittore italiano
- Borommaracha II, sovrano siamese
- Giovanni da Ossona, politico italiano
- Vasilij Jur'evič Kosoj, principe russo (n. 1421)
- Guglielmo Raimondo Moncada Carroz, nobile, politico e militare italiano
- Pietro Querini, mercante e navigatore italiano
- Al-Abshihi, letterato arabo (n. 1388)
- Bernard de la Planche, vescovo cattolico francese